# Anaplectinae
Los anaplectinos (Anaplectinae) forman una subfamilia del orden de los blatodeos (cucarachas); la subfamilia comprende los siguientes géneros:

## Géneros
- Anaplecta
- Anaplectella
- Anaplectoidea
- Malaccina
- Maraca